# فوکر سی.۸
فوکر سی.۸ (انگلیسی: Fokker C.VIII) یک هواپیمای ساخت فوکر است .  